# Cagüeyes
Cagüeyes es una sección del municipio de Jánico en la provincia de Santiago, está situada entre los ríos Bao y Jagua a una altitud de 500 metros (1417 pies) sobre el nivel del mar, 8 kilómetros al sur del pueblo de Jánico. La sección de Cagüeyes está compuesta por los parajes de: Cejitas, Palero, La Damajagua, Úrsula, El Sillón, La Bija y Los Guayabales.
El relieve de la comunidad es montañoso con algunas pequeñas planicies donde se vegetación muy variada. La temperatura media de la comunidad de Cagüeyes es de: 92 °F (30 °C).

## Orígenes
La comunidad fue fundada hace más de un siglo; sus primeros habitantes la bautizaron con el nombre de Cagüeyes porque encontraron un árbol llamado Cagüey, su nombre científico es: Neoabbottia paniculata, poco común en sus alrededores por ser una especie propia de zonas áridas.
Con el paso del tiempo el árbol que dio nombre a la comunidad llegó a desaparecer por completo de su suelo.
Hace unos 50 años algunas personas de la comunidad empezaron a emigrar a los Estados Unidos y a otros pueblos y ciudades del país, desde entonces la emigración en la comunidad no ha parado especialmente en los jóvenes que se ven obligados a dejar su comunidad algunos por seguir sus estudios y otros para conseguir un empleo.

## Costumbres religiosas
En la comunidad de Cagüeyes las personas en su mayoría profesan la religión Católica. La primera iglesia construida en la sección fue la Iglesia de Santa Isabel de Hungría en el paraje de Las Cejitas, a la que acudía la mayoría de la población de Cagüeyes.
Unos años más tarde, debido a la necesidad de tener una iglesia más cerca en la comunidad de Cagüeyes, se escogió un salón para ser convertido en iglesia, la cual lleva el nombre de Santiago Apóstol, santo al que la comunidad le dedica sus fiestas patronales.

## Educación
En la década de los años 1950 un inmigrante de Las Charcas, de nombre Agustín Batista, se dedicaba voluntariamente a alfabetizar jóvenes en su hogar. Ya en la década de 1960, la comunidad de Los Cagüeyes contaba con un pequeño centro de enseñanza, donde se impartían los primeros grados de la educación primaria.
Posteriormente en el año 1977 el Estado dominicano, representado por Joaquín Balaguer, construyó una escuela más moderna, logrando la impartición de los cursos correspondientes hasta el 8º grado.
En el periodo constitucional de 1996 al 2000, se creó un programa educativo con el fin de proveer la educación media a jóvenes de zonas rurales con escasos recursos económicos y alejados de los centros suburbanos, donde estaban los liceos. Este programa fue llamado Tv centro, los cuales podían funcionar con una matrícula reducida de hasta 8 estudiantes. Lo anterior permitió que en 1999, por iniciativas de los licenciados Eligio Estévez y Juan Antonio Espinal (Antolin), y con el apoyo del técnico regional de Pedro Peñalo, se creara el Tv centro "Los Cagüeyes", dando oportunidad de estudios a jóvenes de Damjagua Adentro San José de las Matas, Guayabales y Cejitas a completar sus estudios secundarios, realizándose la graduación de bachilleres desde el 2003 hasta la actualidad.

## Patronales de Cagueyes
La celebración de las fiestas patronales de Cagüeyes comienza con la coronación de la reina el día 17 y se extiende por nueve días consecutivos para terminar con la celebración del día de Santiago Apóstol el 25 de julio fecha que el calendario de la iglesia católica dedica al patrón de nuestra comunidad.
En Cagüeyes la celebración de las fiestas patronales a Santiago Apóstol es un evento al que se integra toda la población, tanto las personas que viven en la comunidad como las que cada año vienen ya sea de otro lugar del país donde reside o de los Estados Unidos para estar presente en esta gran celebración donde comparten con sus familiares y amigos.
Este evento cultural es el de mayor importancia celebrado en la comunidad de Cagüeyes, donde se pone de manifiesto la formación religiosa de sus habitantes que asisten día tras día a la celebración de la misa en honor al patrón Santiago Apóstol. Después de la celebración religiosa la comunidad disfruta de la presentación en tarima de grupos de baile, comediantes, decimeros, cantantes y músicos en vivo que cada noche interactúan con los asistentes y dan el toque festivo al evento.
- Datos: Q2884129